# Feltámadás fatemplom (Dank)
A danki Feltámadás fatemplom műemlékké nyilvánított épület Romániában, Kolozs megyében. A romániai műemlékek jegyzékében a CJ-II-m-B-07590 sorszámon szerepel.